# Duvesjön
För andra betydelser, se Duvesjön (olika betydelser).
Duvesjön är en tätort i Kungälvs kommun i Västra Götalands län.
Samhället ligger i Romelanda socken intill sjön Duvesjön och Vallerån. Ett par kilometer österut flyter Göta älv.

## Befolkningsutveckling
| Befolkningsutvecklingen i Duvesjön 2010–2020 | Befolkningsutvecklingen i Duvesjön 2010–2020 | Befolkningsutvecklingen i Duvesjön 2010–2020 | Befolkningsutvecklingen i Duvesjön 2010–2020 | Befolkningsutvecklingen i Duvesjön 2010–2020 |
| -------------------------------------------- | -------------------------------------------- | -------------------------------------------- | -------------------------------------------- | -------------------------------------------- |
|                                              |                                              |                                              |                                              |                                              |
| År                                           |                                              |                                              | Folkmängd                                    | Areal (ha)                                   |
| 2010                                         | 2010                                         |                                              | 247                                          | 41                                           |
| 2015                                         | 2015                                         |                                              | 296                                          | 46                                           |
| 2020                                         | 2020                                         |                                              | 307                                          | 47                                           |
| Anm.: Ny tätort 2010                         |                                              |                                              |                                              |                                              |